# Brandenstein-Tunnel
Der Brandenstein-Tunnel (auch: Brandensteintunnel) ist ein 151 m langer Eisenbahntunnel im Zuge der Bahnstrecke Flieden–Gemünden.

## Geografische Lage
Der Tunnel liegt in der Gemarkung des Stadtteils Elm von Schlüchtern und – zusammen mit dem Ebertsberg-Tunnel und dem Ramholz-Tunnel – zwischen den Bahnhöfen Elm und Sterbfritz im Bereich von Streckenkilometer 13,11. Er durchstößt einen Bergsporn im südlichen Bereich des Eschebergs (452 m), auf dessen äußerer Kante die Burg Brandenstein steht.

## Geschichte
Strecke und Tunnel wurden 1872 – zunächst eingleisig – eröffnet und 1936/37 zweigleisig ausgebaut. 1962 wurde die Strecke elektrifiziert und für den Einbau der Oberleitung das Profil des Tunnels erweitert. Die historischen Portale blieben bei den Umbauten weitgehend unverändert.

## Bauwerk
Die Strecke weist im Bereich des Tunnels ihre geringsten Bogen-Radien auf und auch die Tunnelröhre verläuft selbst in einem Bogen. Eine Planung aus dem Anfang der 2000er Jahre, die kurvenreiche Streckenführung dieses Abschnitts mit einer in etwa gradlinigen Streckenführung zwischen der Ostausfahrt des Bahnhofs Elm und Vollmerz durch einen längeren Tunnel zu vermeiden, der den Brandenstein-Tunnel und den Ebertsberg-Tunnel ersetzt hätte, wurde nicht verwirklicht. Vielmehr soll der bestehende Tunnel 2025 bis 2027 saniert werden.
Die historischen Tunnelportale bestehen aus Buntsandstein. Das südliche schließt mit einem Konsolgesims, das nördliche ist aufwändiger gestaltet, mit einem linksseitigen Flankenturm und Zinnen. Das Bauwerk ist ein Kulturdenkmal aufgrund des Hessischen Denkmalschutzgesetzes.